# Trichotropis
Genre
Trichotropis est un genre de mollusques gastéropodes appartenant à la famille des Capulidae. L'espèce-type est Trichotropis bicarinata.

## Liste d'espèces
Selon World Register of Marine Species (28 septembre 2017) :
- Trichotropis bicarinata (Sowerby I, 1825)
- Trichotropis cancellata Hinds, 1843
- Trichotropis capensis Thiele, 1925
- Trichotropis cedonulli A. Adams, 1860
- Trichotropis conica Møller, 1842
- Trichotropis crassicostata Melvill, 1912
- Trichotropis migrans Dall, 1881
- Trichotropis pulcherrima Melvill & Standen, 1903
- Trichotropis quadricarinata A. Adams, 1861
- Trichotropis townsendi Melvill & Standen, 1901
- Trichotropis turrita Dall, 1927
- Trichotropis zuluensis Barnard, 1963